# Chrysopilus tasmaniensis
Chrysopilus tasmaniensis är en tvåvingeart som beskrevs av White 1914. Chrysopilus tasmaniensis ingår i släktet Chrysopilus och familjen snäppflugor. Inga underarter finns listade i Catalogue of Life.